# Classe T 53
La classe T 53 est une deuxième série d'escorteurs d'escadre de la marine nationale française après la Seconde Guerre mondiale. Cette classe comportait cinq unités.

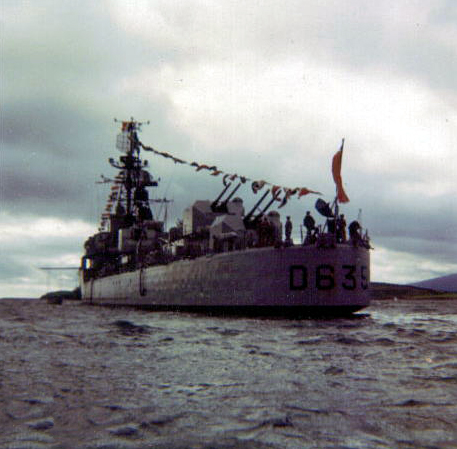
Le Forbin (D635) à Bantry bay

## Caractéristiques
Cette classe est une version modifiée de la classe T 47. Elle est dédiée à la détection antiaérienne, les T 53 jouant le rôle de picket radar.
Les navires ont été construits entre 1957 et 1958.

### Modernisation

#### Senit et détection sous-marine
Entre début 1968 et fin 1971, quatre T53 sont modernisés, par l'installation du SENIT et d'un sonar de veille (de coque) à basses fréquences, DUBV-24.
Structurellement traduites par un agrandissement du bloc passerelle (élargissement et prolongation vers l'arrière), ces refontes sont successivement effectuées aux dates suivantes :
- La Bourdonnais : du 22 décembre 1969 au 5 octobre 1970
- Forbin : du 14 décembre 1968 au 1er octobre 1969
- Tartu : du 11 janvier au 26 novembre 1968
- Jauréguiberry : du 1er décembre 1970 au 16 octobre 1971

#### Duperré

##### Projet Cormoran
Avant d'être modernisé, le Duperré va d'abord être transformé en bâtiment d'expérimentation d'un équipement (sonar) de détection sous-marine à très grande profondeur. Les travaux se déroulent à Toulon, du 1er octobre 1966 au 1er avril 1968.
Ils consistent en le débarquement de l'armement (artillerie, armes sous-marines…) et en l'installation d'un imposant dispositif de mise à l'eau d'un sonar massif, ainsi que du touret d'un câble de 1 300 mètres, destiné à remorquer le transducteur de quinze tonnes.

##### BPH ASM — Bâtiment de commandement
Du 1er janvier 1972 au 24 novembre 1973 le Duperré est largement reconstruit dans le but d'en faire un bâtiment anti-sous-marin avec une capacité de bâtiment de commandement pour force navale. Doté des mêmes senseurs que les T47 refondus en version ASM une plateforme et un hangar lui permet de disposer d'un hélicoptère de combat Lynx HAS.2 (WG-13) en substitution du système Malafon. Le dispositif de lancement de torpilles (catapultes sur berceaux) est du même modèle que celui des frégates ou corvettes ASM. Par ailleurs, l'installation de l'équipement SENIT 2 offre au Duperré la pleine capacité de la conduite de l'action ASM ainsi que celles des opérations d'une force navale.

## Navires
| indicatif visuel | Nom            | Chantier naval                               | Lancement       | Mise en service  | Fin de service |
| ---------------- | -------------- | -------------------------------------------- | --------------- | ---------------- | --- |
| D633             | Duperré        | Arsenal de Lorient                           | 23 juin 1956    | 8 octobre 1957   | désarmé le 1er juin 1992; Brise-lame à Lanvéoc-Poulmic de 1992 à 2006; Cimetière de Landévennec de 2006 à 2014 ; démantelé à Gand en 2015. |
| D634             | La Bourdonnais | Arsenal de Brest                             | 15 octobre 1955 | 3 mars 1958      | désarmé en juin 1976; coulé comme cible en mai 1992                                                                                        |
| D635             | Forbin         | Arsenal de Brest                             | 15 octobre 1955 | 1er février 1958 | désarmé le 1er juin 1981; coulé comme cible le 17 mai 1999                                                                                 |
| D636             | Tartu          | Ateliers et chantiers de Bretagne à Nantes   | 2 décembre 1955 | 5 février 1958   | désarmé en décembre 1979; coulé comme cible le 9 décembre 1998                                                                             |
| D637             | Jauréguiberry  | Forges et Chantiers de la Gironde à Bordeaux | 5 novembre 1955 | 15 juillet 1958  | désarmé le 16 septembre 1977; coulé comme cible le 30 mai 1986                                                                             |